# Sighing Peak
Sighing Peak är en bergstopp i Antarktis. Den ligger i Västantarktis. Argentina, Chile och Storbritannien gör anspråk på området. Toppen på Sighing Peak är 640 meter över havet, eller 428 meter över den omgivande terrängen. Bredden vid basen är 2,3 km. Sighing Peak ingår i Princess Royal Range.
Terrängen runt Sighing Peak är huvudsakligen kuperad, men åt sydost är den platt. Havet är nära Sighing Peak åt nordost. Trakten är glest befolkad. Närmaste befolkade plats är Rothera Research Station, 19,6 kilometer söder om Sighing Peak. 